# Dopamine
Dopamine é o álbum de estreia da cantora norte-americana Normani, lançado em 14 de junho de 2024 através da RCA Records.
Foi precedido pelos singles "1:59" e "Candy Paint" em abril e maio, bem como "Wild Side" (2021), que alcançou a 14ª posição da Billboard Hot 100.

## Antecedentes e desenvolvimento
Após o anúncio do hiato do Fifth Harmony em 2018, planos para o álbum de estreia da cantora surgiram em 1º de julho de 2018, quando Normani divulgou que já tinha o título do álbum. Ela então lançou o single "Motivation" em 16 de agosto de 2019, que originalmente deveria servir como single principal. Outras colaborações desde o início de sua carreira solo incluem "Love Lies" (2018) com Khalid, "Dancing with a Stranger" (2019) com Sam Smith, "Diamonds" (2020) com Megan Thee Stallion e "New to You" (2022) com Calvin Harris. Em 2021 e 2022, a cantora também lançou "Wild Side", com participação de Cardi B, e "Fair".
Em 7 de agosto de 2023, Normani anunciou que havia se separado da S10 Entertainment e começou a trabalhar com uma nova equipe administrativa daqui para frente. Em 20 de fevereiro de 2024, a cantora excluiu todas as publicações dos seus canais de mídia social, sinalizando um anúncio. No dia seguinte, Normani anunciou seu álbum de estreia. Ela também compartilhou a arte, que a mostra em um biquíni de couro preto pilotando um foguete preto contra um fundo branco. Mais tarde naquele dia, ela compartilhou um trecho de uma canção do álbum em suas páginas do Instagram e do TikTok.
Em uma entrevista com Who What Wear para a reportagem de capa de fevereiro de 2024, que foi lançada um dia após o anúncio do álbum, Normani expressou que o álbum é "uma representação de [sua] evolução" e "tudo que [ela] passou para chegar a este momento". Ela também mencionou as expectativas e a pressão que enfrentou ao fazer o álbum, além de ter que lidar com seus pais tendo câncer.

## Recepção do público
Após o reconhecimento inicial e a expectativa por um álbum de estreia da cantora, o entusiasmo cresceu entre seus fãs e colegas em 2018. Após o sucesso de seus primeiros singles, "Love Lies", "Dancing with a Stranger" e "Motivation" de 2018 a 2019, respectivamente, todos incluídos na Billboard Hot 100, os fãs começaram a esperar que seu álbum fosse lançado dentro desse período.
Com o lançamento de mais singles a cada ano e promessas de um álbum em breve após "Wild Side" e "Fair", os fãs pareciam ficar impacientes, imaginando se ela perdeu ou não seu momento. Após o anúncio de seu tão aguardado álbum de estreia, em 21 de fevereiro de 2024, a cantora foi o trending topic número um nos Estados Unidos no X. Os fãs expressaram seu entusiasmo com a notícia após o anúncio, acumulando mais de 200 mil tweets em 19 horas na plataforma.

## Lista de faixas
| Dopamine – Edição padrão |                                       | |                                                                                    |         |  |
| N.º                      | Título                                | Compositor(es) | Produtor(es)                                                                       | Duração |  |
| 1.                       | "Big Boy" (com part. de Starrah)      | Normani Hamilton Brittany Hazzard Tommy Brown                                                                                          | Brown Kuk Harrell                                                                  | 2:53    |  |
| 2.                       | "Still"                               | Hamilton Brown Darius Coleman Lydia Asrat Courtlin Jabrae Michael Jones Paul Slayton Stavye Thomas                                     | Brown Leather Jackett                                                              | 2:32    |  |
| 3.                       | "All Yours"                           | Hamilton Nija Charles Abby Keen Brown Andre Robertson                                                                                  | Bizness Boi Ari PenSmith Brown Harrell                                             | 3:28    |  |
| 4.                       | "Lights On"                           | Hamilton Victoria Monét Brown Bernard Harvey Parker Mulherin Marshall Mulherin Peder Losnegård                                         | Brown Harv Lido P. Mulherin M. Mulherin Harrell                                    | 4:35    |  |
| 5.                       | "Take My Time"                        | Hamilton Brown Arnthor Birgisson Jacob Olofsson Jason Gill Rami Dawod Lukasz Duchnowski Tiaan Williams                                 | Olofsson Gill Dawod Harrell                                                        | 3:18    |  |
| 6.                       | "Insomnia"                            | Hamilton Asrat Monét Brown Mikkel Eriksen Tor Hermansen Brandy Norwood Tommy Parker                                                    | Brown Stargate                                                                     | 3:49    |  |
| 7.                       | "Candy Paint"                         | Hamilton B. Hazzard Jacob Gago Keynon Moore LaQuan Hazzard Tyler Rohn June Nawakii Keynon Moore                                        | Brown                                                                              | 2:50    |  |
| 8.                       | "Grip"                                | Hamilton B. Hazzard Brown | Brown                                                                              | 2:10    |  |
| 9.                       | "1:59" (com part. de Gunna)           | Hamilton B. Hazzard Coleman Sergio Kitchens Brown Aaron Revelle Byron Ford Jabrae Coleman Moore L. Hazzard Marqueze Parker             | Brown Leather Jackett                                                              | 3:12    |  |
| 10.                      | "Distance"                            | Hamilton Sevyn Streeter Robertson David Hughes Scott Carter Vanessa Wood Donnie Meadows Avery Earls Jerome Monroe                      | Bizness Boi Triangle Park Harrell                                                  | 3:01    |  |
| 11.                      | "Tantrums" (com part. de James Blake) | Hamilton B. Hazzard Coleman Brown James Blake Steven Franks                                                                            | Brown Blake Mr. Franks                                                             | 3:10    |  |
| 12.                      | "Little Secrets"                      | Hamilton B. Hazzard Anton Göransson Henry Walter Brown Revelle Rohn Taylor Ross Nawakii Chandler Durham Dominique Jones Kitchens Moore | Brown Starrah Göransson Rohn Revelle Nawakii Taylor Ross                           | 3:50    |  |
| 13.                      | "Wild Side" (com part. de Cardi B)    | Hamilton Belcalis Almanzar Jorden Thorpe B. Hazzard Dave Cappa Jonah Christian Nawakii Moore Ross Rohn                                 | Normani Nealante Cappa Starrah Rohn Christian Ross Nawakii Harrell Brad Bustamante | 3:29    |  |
| Duração total:           | Duração total:                        | Duração total: | Duração total:                                                                     | 41:28   |  |